# Meret Burger
Meret Burger (* 29. Juli 1975 in Köln) ist eine deutsche Filmregisseurin und Produzentin.
Die in Köln geborene Meret Burger wuchs auf Mallorca auf. Seit 1997 als freie Produktionsleiterin in Deutschland und Spanien beginnt sie 1998 ihr Studium an der Hochschule für Gestaltung und Kunst Zürich. Neben der Produktion von Filmen (Spital in Angst, Mein Name ist Eugen, Love Made Easy) inszeniert Meret Burger u. a. die Kurzfilme Julias Spaziergang, Room Service, Spritztour und Alle meine Mütter.

## Auszeichnungen
Ihr Diplomfilm Alle meine Mütter erhält 2003 in Lausanne am Ciné Festival den „Prix pour le meilleur court métrage“ und den „Prix du public du meilleur court métrage“.